# Fama (1980)
Fame (br/pt: Fama) é um filme musical estadunidense de 1980, dirigido por Alan Parker. O filme originou uma série de televisão de mesmo nome, onde atuaram Gene Anthony Ray, Lee Curreri, Albert Hague, Lori Singer, Debbie Allen e Janet Jackson.

## Sinopse

### Audições
Na cidade de Nova Iorque, um grupo de adolescentes faz audições para estudar na Escola de Artes Performáticas, onde os alunos são divididos em três departamentos: drama, música e dança. São aceitos, no departamento de drama: Montgomery McNeil, um homossexual no armário; Doris Finsecker, uma tímida garota judia; e Ralph Garci, que triunfa após malsucedidas audições para música e dança. No departamento de música, Bruno Martelli é um aspirante a tecladista cujo equipamento eletrônico deixa horrorizado o senhor Shorofsky, um conservador professor de música. Lisa Monroe é aceita no departamento de dança, apesar de não ter interesse na área. Coco Hernandez é aceita nos três departamentos, por ser multitalentosa. Leroy Johnson participa da audição de um amigo como acompanhante, porém os professores acabam gostando mais do talento de Leroy do que do de seu amigo.

### Primeiro ano
No seu primeiro dia de aula, os estudantes aprendem que a teoria e a prática têm o mesmo grau de importância. No refeitório, Doris fica intimidada com a energia e a espontaneidade dos outros estudantes. Ela faz amizade com Montgomery, mas fica apreensiva ao achar que ela tem uma personalidade muito modesta em comparação com a exuberância dos demais alunos. Conforme o ano avança, Coco tenta convencer Bruno a fazer apresentações com ela. Leroy briga com a professora de inglês, a senhora Sherwood, pois se recusa a fazer o dever de casa. Posteriormente, revela-se que ele é analfabeto. Bruno e seu pai discutem sobre a relutância de Bruno em tocar sua música eletrônica publicamente. A senhorita Berg, a professora de dança, avisa, a Lisa, que ela não está se esforçando o suficiente. Michael, um veterano que está se formando, consegue ganhar uma famosa bolsa de estudos, e avisa, a Doris, que a agência William Morris quer enviá-lo para audições para programas pilotos de tevês.

### Segundo ano
Uma nova estudante, Hilary van Doren, se junta ao departamento de dança da escola e se envolve romanticamente com Leroy. Bruno e o senhor Shorofsky debatem sobre os méritos das orquestras tradicionais em comparação aos sintetizadores. O pai de Bruno toca sua música ("Fama") fora da escola, inspirando os alunos a dançarem na rua. Como exercício de representação, os alunos são encorajados a relatar uma memória dolorosa. Montgomery acaba descobrindo sua homossexualidade, ao sair do armário em frente aos colegas; Doris relata sua humilhação ao sua mãe obrigá-la a cantar numa festa de aniversário; e Ralph fala sobre a experiência de saber sobre a morte de seu ídolo Freddie Prinze. A senhorita Berg retira Lisa do departamento de dança. Após aparentemente pensar em se suicidar numa estação de metrô, Lisa joga suas roupas de dança nos trilhos e decide entrar no departamento de drama.

### Terceiro ano
Ralph e Doris descobrem sua atração mútua, porém sua crescente intimidade faz com que Montgomery se sinta excluído. Hilary leva Leroy para sua casa, para espanto de seu pai e de sua madrasta. A irmã mais jovem de Ralph é atacada por um viciado e Ralph reage quando sua mãe propõe que eles levem a menina para ser confortada numa igreja católica, em vez de ser levada para um médico. Doris começa a questionar sua educação judia, ao mudar seu nome para "Dominique DuPont" e rever sua relação com sua mãe. Durante uma exibição noturna de The Rocky Horror Picture Show no Cinema da Rua Oito, Ralph encoraja Doris a fumar maconha. Intoxicada, Doris participa da apresentação durante a interpretação da canção Time Warp. No dia seguinte, ela percebe que, como atriz, pode incorporar qualquer personalidade que queira, mas fica séria ao observar que Michael, que está lutando para ser um ator, está trabalhando como garçom.

### Quarto ano
Ralph encena comédia stand-up na sala Catch a Rising Star, na qual ele consegue algum sucesso inicialmente, mas ele acaba caindo num estilo de vida estressante que incomoda Doris. Ao conseguir o lugar principal num outro clube de comédia, ele acaba discutindo com Montgomery e Doris. Hilary, grávida, planeja fazer um aborto e se mudar para a Califórnia para se juntar à companhia de balé de São Francisco. Num restaurante, Coco é abordada por um homem que diz ser diretor. Ingenuamente, Coco o segue até um apartamento para fazer um teste, mas descobre que ele é um diretor de filme pornográfico amador. Ele a manipula para que tire a camisa, enquanto ela soluça. Leroy recebe uma proposta para trabalhar na companhia de dança de Alvin Ailey, mas precisa primeiro se graduar para ser aceito. Depois de ser reprovado, ele confronta a senhora Sherwood, que está de luto, do lado de fora do quarto de hospital de seu marido. Leroy percebe que ela também tem seus problemas, e a conforta. Durante a cerimônida de graduação, os alunos mostram seus talentos, e executam uma canção original (I sing the body electric). As linhas de abertura são cantadas por Lisa, Coco e Montgomery. Intercaladas com a apresentação, são mostradas cenas de Leroy dançando e Bruno tocando com uma banda de roque, finalmente dividindo sua música com outros.

## Elenco
- Irene Cara ....  Coco Hernandez
- Lee Curreri ....  Bruno Martelli
- Laura Dean ....  Lisa Monroe
- Antonia Franceschi ....  Hilary van Doren
- Boyd Gaines ....  Michael
- Albert Hague ....  Benjamin Shorofsky
- Tresa Hughes ....  Sra. Naomi Finsecker
- Steve Inwood ....  François Lafete
- Paul McCrane ....  Montgomery MacNeil
- Anne Meara ....  Sra. Elizabeth Sherwood
- Joanna Merlin ....  Srta. Berg
- Barry Miller ....  Ralph Garcey / Raúl García
- Jim Moody ....  Sr. Farrell
- Gene Anthony Ray ....  Leroy Johnson
- Maureen Teefy ....  Doris Finsecker

### Observação
A cantora e performista Madonna fez uma audição para o elenco de Fama.

## Principais prêmios e indicações
Oscar 1981 (EUA)
- Venceu nas categorias de Melhor Trilha Sonora e Melhor Canção Original (Fame).
- Foi indicado em outras quatro categorias: Melhor Roteiro Original, Melhor Edição, Melhor Som e Melhor Canção Original (Out Here On My Own).

Globo de Ouro 1981 (EUA)
- Venceu na categoria de Melhor Canção Original (Fame).
- Foi indicado em outras três categorias: Melhor Filme - Comédia / Musical, Melhor Atriz - Comédia / Musical (Irene Cara) e Melhor Trilha Sonora.

BAFTA 1981 (Reino Unido)
- Venceu na categoria de Melhor Som.
- Foi indicado também nas categorias de Melhor Diretor, Melhor Trilha Sonora e Melhor Edição.

Prêmio César 1981 (Itália)
- Indicado na categoria de Melhor Filme Estrangeiro.

## Trilha sonora
1. Fame (Michael Gore, Dean Pitchford), por Irene Cara. 5:14
2. Out Here on My Own (Michael Gore, Lesley Gore), por Irene Cara. 3:09
3. Hot Lunch Jam (Michael Gore, Lesley Gore, Robert F. Colesberry), por Irene Cara. 4:09
4. Dogs in the Yard (Dominic Bugatti, Frank Musker), por Paul McCrane. 3:16
5. Red Light (Michael Gore, Dean Pitchford), por Linda Clifford. 3:08
6. Is It Okay If I Call You Mine? (Paul McCrane), por Paul McCrane. 2:42
7. Never Alone (Anthony Evans), por Contemporary Gospel Chorus of the High School of Music and Art. 3:21
8. Ralph and Monty (Dressing Room Piano) (Michael Gore), por	Michael Gore. 1:50
9. I Sing the Body Electric (Michael Gore, Dean Pitchford), por Laura Dean, Irene Cara, Paul McCrane, Traci Parnell, Eric Brockington. 5:01